# Gargantilla del Lozoya y Pinilla de Buitrago
Gargantilla del Lozoya y Pinilla de Buitrago er en kommune i det centrale Spanien i Madrid-regionen. Den har et indbyggertal på 397 (2024) indbyggere.
Det er den kommune med det længste officielle navn i Spanien.